# Марото, Рейес
Мария Ре́йес Маро́то Илье́ра (исп. María Reyes Maroto Illera; род. 19 декабря 1973, Медина-дель-Кампо) — испанский политик, депутат Ассамблеи Мадрида X созыва. С 7 июня 2018 года занимает должность министра промышленности, торговли и туризма Испании в правительстве Педро Санчеса.

## Биография
Рейес Марото — дипломированный экономист, выпускница Вальядолидского университета. В 2011—2013 годах работала в фонде «Идеи для прогресса», является преподавателем экономики в Мадридском университете имени Карла III.
На выборах в парламент Мадрида 2015 года занимала двадцатую строчку в списке ИСРП и была избрана депутатом X созыва. В Ассамблее Мадрида Марото выполняла обязанности пресс-секретаря в комиссии по бюджету, экономике, финансам и занятости. 7 июня 2018 года была назначена министром промышленности, торговли и туризма в правительстве Педро Санчеса.